# DOG SIGNAL
『DOG SIGNAL』（ドッグシグナル）は、みやうち沙矢による日本の漫画作品。「カドコミ」（KADOKAWA）の「COMIC BRIDGE（旧・COMIC BRIDGE online）」レーベルにて、2018年7月24日より連載中。新米のドッグトレーナーが成長していく姿を描いた作品。

## あらすじ
佐村未祐は元カノの谷田部優子に飼っていた犬の世話を押し付けられる。犬の問題行動に手を焼いていたが、ある日、敏腕ドッグトレーナーの丹羽眞一郎と出会い、人生が大きく変わる。新米ドッグトレーナーとなった未祐は、トリマーの泉律佳や獣医の久宝鈴之介といった同僚たちとの出会いや、犬と飼い主の問題を解決する中で成長していく。

## 登場人物

### 主要人物
佐村 未祐（さむら みゆ）
声 - 小野賢章
本作の主人公。新米ドッグトレーナー。困っている人を見ると放っておけない性格の男性。年齢は23歳。同棲生活を送っていた優子から、ある日突然置き手紙ひとつでフラれてしまう。その際、優子から自分の代わりにして欲しいと、サンジュを押し付けられる形となり、それ以来、サンジュとの共同生活を送っている。住まいはペット可のマンション。
犬を飼うことに慣れていなかったこともあり、当初サンジュとの信頼関係を上手く構築できず、サンジュが一日中吠えっぱなしだった。そのため周囲からのクレームが後を絶たず、大家からこれ以上続くようなら出て行くようにと釘を刺されてしまうが、散歩中に眞一郎と出会ったことをきっかけに、ドッグトレーニングに興味を持つようになり、勤務しているバーを辞め、ドッグトレーニング「Proud Dog」で働くことを決意。犬との接し方を改めて学んだことで、サンジュとの関係も改善していく。
ドッグトレーナーとしての眞一郎の実力に惚れ込んでおり、Proud Dogでは、仕事に対してなかなかやる気を見せない眞一郎のサポートに徹し、のちに自分もドッグトレーナーを目指すことを決意する。それからは勉強しながら、持ち味である明るさを生かし、柔軟で型破りなトレーニングで実力を発揮し始める。トレーナーとしてはまだまだ未熟ながら、犬を観察する力に長けており、そのことは眞一郎からも認められている。もともと実家では、子供の頃から何かと頼られてきた。母からはパートが忙しいからと言われ、学校帰りに弟の早来を保育園に迎えに行ったり、夕飯を作ったりと頼まれ事ばかりされていた。そのため、料理を含む家事を得意としている。自分が働くようになってからは、浪費癖のある母がそのお金をあてにするようになり、給料を毎月いくらか家に入れることが当然の状態になっており、その関係は現在も続いている。さらには、今月は何かと入用なのでと余分に要求されることが多い。そんな中、早来が車を買うから援助してやって欲しいと言われ、半分出してやることにした。
その後、ドッグトレーナーになったからお金は送れないと母に話を切り出し、連絡を絶とうとした。高校を卒業後、すぐに実家を出て上京。母の傍にいると、自分が家族に奉仕する以外なんの価値もない人間と思われているようで辛く感じていた。特に「それくらいできるでしょ?」という母の口癖に嫌悪感を抱いている。
丹羽 眞一郎（にわ しんいちろう）
声 - 鈴村健一、小市眞琴（幼少期）
ドッグトレーニング「Proud Dog」の代表を務める敏腕ドッグトレーナー。犬のウルソンをパートナーにしている。幼い頃から犬が大好きだった。初めて飼ったのは「クマ」という名の犬で、不慮の事故で亡くしたことをきっかけに、ドッグトレーナーを目指すようになった。律佳と幼なじみで、高校時代は進学費用を貯めるため、泉家が営む犬の美容室「フォンテーヌ」でアルバイトをしていたこともあった。
律佳や鈴之介とは、総合動物専門学校ACLの同期であり、3人のうち彼はドッグトレーナー専科で、現在も親しい関係を築いている。専門学校で講師を務めていた誠二と出会い、彼に自らが求めていた理想のドッグトレーナー像を見出した。誠二を父親のように慕い、卒業後は誠二が営む藤原愛犬訓練所で働き始めたが、7年が経過したある日、トレーニング中の「マロ」の犬舎を掃除しようとして襲われ、それを止めようとした誠二がマロに体罰を振るったことで、思想に決定的な違いが生じた。それが大きな溝となって訓練所を飛び出し、絶縁状態となって現在に至る。その遺恨は今も残っており、誠二には強い嫌悪感を抱いている。
根は優しいが愛想がないため、周囲からは怖がられることが多い。犬に対する愛情が深い反面、人間とのコミュニケーションを取ることは苦手。ドッグトレーナーとして非常に有能で、犬の生態について詳しく理解しているため、指を鳴らすだけで犬を制止させることができる。ある日、愛犬のウルソンと散歩中に道路に飛び出しそうになったサンジュを間一髪で救ったことがきっかけで、未祐と出会った。その際、サンジュへの接し方を間違い、コントロールできない状態の未祐に犬との接し方を教えたため、トレーニング料金を請求した。払えないなら店で働いて返すようにと、未祐に3日の猶予を与えた。その後、未祐がProud Dogで働くことを決めたため、共に店を運営することになった。未祐のことは、アシスタントとして未熟ではあると考えているものの、彼がドッグトレーナーになることを決意してからは弟子としてかわいがるようになる。そして、観察眼が鋭く、自分にないものを持っている未祐のことを、自分にとっても店にとっても欠かせない存在と認識するようになっていく。
泉 律佳（いずみ りつか）
声 - 甲斐田裕子、永瀬アンナ（幼少期）
トリマー。眞一郎とは家が近所の幼なじみ。犬の美容室「フォンテーヌ」を営んでいる。母親も祖母もトリマーとして働いていた。元々「フォンテーヌ」は祖母が営んでいた店だったが、病に冒されて店を畳もうとした祖母から引き継ぐことを決めた。「Proud Dog」の大家でもある。また、眞一郎や鈴之介とは、総合動物専門学校ACLの同期で、3人のうち彼女はトリマー専科で、現在も親しい関係を築いている。
気は強いが根は優しい性格で、内心眞一郎のことを心配している。愛犬のリサラは、律佳が小学校4年生の時にやって来たトイプードルで、一人っ子だった自分にとって妹のような存在だった。母親や祖母にトリミングされ、ドッグショーにも出陳していた自慢の愛犬だったが、リサラが14歳の時にクッシング症候群であることが判明。懸命な治療が続けられたが、約1年後に亡くなる。ちょうどその頃、フォンテーヌを祖母から引き継いだ時期で、忙しさのあまり仕事に楽しさを見出せなくなっていた。溜め込んだストレスを解消しようと、夜な夜なライブに行ったり友達と酒を飲みに行ったりしたことで、リサラを1匹で留守番させることも多くなり、リサラの異変に気づくのが遅れてしまった。自責の念に駆られ、一時は自分を見失いかけるが、眞一郎からの言葉に勇気づけられ、最期までリサラと共に過ごすことができた。今でもリサラを失った悲しみは深く、新たな犬を飼えないでいるが、ウルソンのフォローに徹することを決めている。
久宝 鈴之介（くぼう すずのすけ）
声 - KENN
獣医。ペットクリニック「のすけペットクリニック」の院長。眞一郎や律佳とは専門学校ACLの同期で、3人のうち彼は動物看護専科で、現在も親しい関係を築いている。未祐がサンジュの去勢手術について相談に訪れた際には、未祐が不安を抱いていることを知ったうえで、手術のリスクについて丁寧に説明した。
その後、手術を受けることを決めた未祐に対して、摘出したサンジュの睾丸を嬉々として見せたり、自分の飼っている犬の睾丸は歴代ホルマリン漬けにして部屋に飾っていることを明かすなど、少々常識を逸脱した変態気味の性格を垣間見せた。
サンジュ
声 - 麦穂あんな
未祐の飼い犬。犬種はトイプードルで、年齢は生後10か月程度のオス。トイプードルにしては、体のサイズが大きい。停留睾丸であることが発覚し、開腹による去勢手術が行われた。元はペットショップで優子に購入され、「プリンス」と名づけられたが、思いのほか大きくなったという身勝手な理由で捨てられた。
ある日突然、未祐のもとに引き渡され、状況を理解できないまま未祐との生活を始めることとなった。家では一日中吠え続け、散歩に出れば興奮しすぎて制御不能となる。何かと大声で怒る未祐に対しては噛みつくこともあり、未祐との関係は最悪の状態だった。しかしこれは未祐の接し方に問題があり、眞一郎によって指導されたことにより、改めて未祐との信頼関係を構築し、段々と意思疎通が図れるようになっていく。
ウルソン
声 - 松田健一郎
眞一郎のパートナー犬。犬種はスタンダードプードルのオス。眞一郎の仕事を手伝うようになってから約8年になる。温和で大人しい性格で、犬にも人にも友好的に接する。律佳にトリミングしてもらっているので、いつも毛並みは美しく整っている。仕事上の先輩として接するようにと眞一郎が指示しているため、未祐からは先輩として扱われている。
子犬だった頃にトイレの失敗が続いた時期があり、当時まだ駆け出しのトレーナーだった眞一郎の苛立ちを敏感に感じ取った結果、排せつを拒絶して膀胱炎になったことがある。その後、眞一郎が接し方を改めたことで改善されたものの、現在も排せつ後は失敗していなくても落ち込んだ様子を見せている。しかし、事情を知った未祐の大胆な褒め方がいい影響を与え、次第に自信を取り戻していく。

### 佐村家
佐村 早来（さむら さき）
声 - 加藤渉
未祐の弟。年齢は兄の5歳年下で、就職1年目の新社会人。最近車の運転免許を取ったばかりで、車が欲しいことを母に伝えたが、母から未祐に話が伝えられた結果、車購入に必要な半分の金を未祐に出して貰うことになった。購入した新車が納車された時、未祐の自宅マンションまで車を見せに行ったが、その時、母が最近変な通販に嵌ってお金を使いすぎているから「何か言ってやった方がいいよ」と、まるで他人事のように未祐に話し、すべてを未祐に丸投げした。
小さい頃から自分の面倒を見てくれたのは兄で、何でも未祐におんぶにだっこの状態で育てられた。
未祐の母
声 - 折笠愛
未祐と早来の母親。昔から浪費が激しく、浪費癖に疲れ果てた夫は、現在は母に対し無関心になっている。最近如何わしい通販に興味を持ち、美容液やサプリメントなどを買い漁っており、湯水のように金を使っている。基本的に何でも未祐に頼っているところがあり、「それくらいできるでしょ?」が口癖。自分がパートで忙しいことを理由に、未祐がまだ子供の頃から、学校帰りに早来の保育園に迎えに行かせたり、夕飯を作らせたりと、弟の面倒から家事に至るまで未祐に頼み事ばかりしていた。未祐が働くようになってからは、その金をあてにするようになり、給料は毎月入れてもらうのが当たり前になっていた。その関係は現在も続いている。さらには何かと理由をつけては、多めに振り込んで欲しいと金を余計に無心している。そのことから未祐には非常に嫌われている。
ある日未祐から、ドッグトレーナーになったから、お金は送れないと返事が来たことに焦り、息子の勤務先であるドッグトレーニング「Proud Dog」を訪れる。そこでは、未祐は小さい頃から器用で、なんでもできる子だったと得意げに語り、未祐の給料を上げてもらえないかと眞一郎に直談判した。ドッグトレーナーなんかに転職した理由がわからないと暴言を吐きながらも、未祐の働きに見合った報酬を支払って貰いたいと、眞一郎に図々しく迫った。
未祐の父
声 - 小田柿悠太

### その他
谷田部 優子（やたべ ゆうこ）
声 - 伊瀬茉莉也
佐村の元カノ。未祐に犬のサンジュを押しつける。ティアラの飼い主。もともと未祐とは、当時交際していた男性と路上で口論になり、泣いていた際に声をかけられて出会った。その際、行くところがないからと未祐の家に居座り、一緒に暮らすようになった。その時はバーに勤めており、未祐に仕事を辞めさせ、同じバーで働くように勧めた。しかし、ある日突然未祐に別れを告げる置き手紙を残し、彼の家から出て行ってしまう。その直後、再び未祐の前に姿を現し、これで寂しさを紛らわせてと、サンジュを押し付けて姿を消した。
その後、ペットショップで見つけたティアラに一目惚れして購入。可愛らしくポージングさせて撮影したティアラの写真をSNSに投稿し、注目を浴びることで心を満たしている。そんな中、ティアラが大人しく撮影させてくれないことから、トレーニング教室を探していた際に、偶然見つけたドッグトレーニング「Proud Dog」を訪れ、そこで未祐と5か月ぶりの再会を果たした。しかし香水の香りが強すぎて、犬に悪影響を及ぼすということで、眞一郎から退店を求められた。眞一郎の言葉に腹を立て、彼女自身に悪いところがあることなどまったく考えていない。犬を飼うことへの意識が低く、自己中心的な考えの持ち主で、犬を思いやる必要があることなど知る由もなかった。サンジュを未祐に押し付けた理由も、体が大きすぎるという身勝手なもので、ティアラには首輪もリードも付けず、普通のバッグに入れて連れ回していた。大きくならないように食事制限を行うなど、自分の見栄えのことしか考えていなかった。だが、未祐から親身になって対応された結果、犬と暮らすことへの意識が大きく変わった。
実は未祐と別れた時にIT系のお金持ち男性と交際しており、ティアラを100万円で購入してくれたのも彼だった。しかし、言うことをまったく聞かないティアラにきつく当たる彼女の様子に、「子供がで出来てもそんな風に接するんだろう」と言われ、一方的に別れを告げられる。自分の考えを改めた末、ジャージ姿にノーメイクで「Proud Dog」に姿を現し、未祐に復縁を迫った。その後、ティアラと共に健全な社会性を身につけるトレーニングを始めることになった。
ティアラ
声 - 首藤志奈
優子の飼い犬。犬種はマイクロティーカッププードルで、年齢は5か月のメス。ティーカッププードルよりもさらに体が小さく、ペットショップで100万円で販売されていた。この月齢にしては小さく痩せすぎており、いつも口元から舌が出ている状態。SNSに投稿する写真を撮るために、ティーカップに入れられたり、小ささを保つために食事制限をさせられたりしている。散歩はさせられることはなく、外出時は普通のバッグに入れられ、ノーリードで連れ回されている。その状態で一日中出歩くこともあり、バッグにいるあいだはつま先立ちの状態で、つねに無理な体勢を強いられている。
基本的におとなしい性格ながら、優子に遊んでもらうことはなかった。飼い主以外の人間や他の犬との接点もないため、攻撃性はないが社会性に欠けている。優子と共にドッグトレーニング「Proud Dog」を訪れたことがきっかけで、優子の意識が変化したため、遊びや散歩など、犬として健全な社会性を身につけるトレーニングを始めた。
藤原 誠二（ふじわら せいじ）
声 - 松田健一郎
藤原愛犬訓練所の所長を務める男性で眞一郎のドッグトレーニングの師匠。「犬は悪くない。問題は常に人間側にある」「犬を変えたかったら人を変えろ」「体罰はダメだ絶対に」が口癖。以前、総合動物専門学校ACLでの講師を頼まれ、眞一郎と出会った。眞一郎が卒業後は彼自身の営む訓練所で雇い、いっしょに働いていた。眞一郎からは「ジジイ」と呼ばれ、父親のように慕われていた。それから7年が経過した時、眞一郎がトレーニング中だったマロに襲われるが、マロを振りはらおうとしなかったため、眞一郎を助けるためにマロを殴ってしまう。それ以来、手に負えない犬をしつけるには体罰も必要という訓練方針に変え、金のためならどんな凶暴な犬も引き受けるというスタンスに変更した。体罰を容認するようになってからは、それに賛同できない眞一郎との関係が悪化し、最終的に眞一郎が訓練所から出て行くことになり、それ以降断絶状態が続いている。実は、訓練方針の変更に踏み切った裏には、眞一郎に自立を促したいとの思いがあり、自分からそのきっかけを作りたいという思惑があった。現在も体罰を利用しての躾は続けており、世間からの厳しい批判の的にもなっている。しかし最終目的は、犬と飼い主の幸せのためということに変わりはなく、実際に手が付けられない状態の犬を改善させ、飼い主と共に幸せになった例は少なくない。
リサラ
声 - 麦穂あんな
律佳がかつて飼っていた犬。ショータイプのトイプードルで、ホワイトの毛色をしている。律佳が小学校4年生の時に、ブリーダーから泉家にやって来て、律佳からは妹のように可愛がられていた。当時トリマーだった律佳の母親や、祖母によりトリミングされ、セットしてもらってドッグショーにも出陳されていた。10歳の頃に、眞一郎のもとにやって来たウルソンと仲良くなり、まだ子犬だったウルソンに先輩犬として犬社会のマナーを教え込んだ。
14歳までは病気もなく元気に過ごしていたが、その後多飲多尿から、「のすけペットクリニック」で鈴之介の診察を受けたところ、肩の辺りに左右対称の脱毛が見つかり、検査の結果副腎皮質機能亢進症・クッシング症候群であることが判明した。原因は脳下垂体にできた腫瘍で、懸命な治療が続けられたが、約1年後に亡くなる。
江口さん
声 - 塙英子
レオの飼い主。
レオ
声 - 徳石勝大
江口の飼い犬。
三宅さん
声 - 豊口めぐみ
リコシェの飼い主。
三宅さんの夫
声 - 鈴木琢磨
三宅 奏音
声 - 首藤志奈
三宅の娘。
リコシェ
声 - 麦穂あんな
三宅の飼い犬。
小塚さん
声 - 小清水亜美
ココの飼い主。
ココ
声 - 野口瑠璃子→麦穂あんな（第9話）
小塚の飼い犬。
丹羽の父
声 - 森川智之
丹羽の母
声 - 島田愛野
泉の母
声 - 比嘉久美子
泉の祖母
声 - 石井未紗
クマ
声 - 麦穂あんな
リュウ
声 - 徳石勝大
マロ
声 - 武内駿輔
角田 澄代
声 - 竹内順子
久美の飼い主。
角田さんの夫
声 - 若林佑
久美
声 - 徳石勝大
角田の飼い犬。
ジーニー
声 - 麦穂あんな
角田の飼い犬。
浅沼さん
声 - 矢作紗友里
はなの飼い主。
浅沼 真芽
声 - 柴田芽衣
浅沼の娘。
浅沼 夢徠
声 - 田中あいみ
浅沼の娘。
浅沼さんの夫
声 - 西山宏太朗
はな
声 - 麦穂あんな
浅沼の飼い犬。
どんと
声 - 徳石勝大
敷島さん
声 - 平野文
しずの飼い主。
しず
声 - 永瀬アンナ
敷島の飼い犬。
加藤さん
声 - 伊藤健太郎
ロッキーの飼い主。
加藤さんの妻
声 - 水樹奈々
ロッキー
声 - 徳石勝大
加藤の飼い犬。
小山田さん
声 - こねり翔
リボンの飼い主。
小山田さんの元妻
声 - 棟方真梨子
リボン
声 - 松田健一郎
小山田の飼い犬。
東山 絵麻
声 - 金元寿子
リュウタの飼い主。
リュウタ
声 - 徳石勝大
絵麻の飼い犬。
美咲
声 - 石井未紗
律佳の友人。
林 温之
声 - 入野自由
茶太郎の飼い主。漫画家。
茶太郎
声 - 麦穂あんな、諏訪部順一（茶太郎の声）
温之の飼い犬。
根岸 修斗
声 - 藤原夏海

## 制作背景
作者のみやうちはトリマーの専門学校を卒業し1988年に漫画家デビュー。恋愛漫画を描いていたが、「犬の漫画が描きたい」と企画を出し続けていた。当時の少女漫画誌では採用されなかったが、COMIC BRIDGEの編集者に出会い連載が叶った。内容はみやうちの経験が反映されている。

## 書誌情報

### 漫画
- みやうち沙矢 『DOG SIGNAL』 KADOKAWA〈BRIDGE COMICS〉、既刊13巻（2025年3月7日現在）
  1. 2019年1月8日発売[3][9]、ISBN 978-4-04-065411-9
  2. 2019年8月8日発売[10]、ISBN 978-4-04-064012-9
  3. 2020年2月7日発売[11]、ISBN 978-4-04-064382-3
  4. 2020年8月7日発売[12]、ISBN 978-4-04-064845-3
  5. 2021年3月8日発売[13]、ISBN 978-4-04-680250-7
  6. 2021年9月8日発売[14]、ISBN 978-4-04-680784-7
  7. 2022年3月8日発売[15]、ISBN 978-4-04-681207-0
  8. 2023年1月24日発売[16]、ISBN 978-4-04-682052-5
  9. 2023年2月8日発売[17]、ISBN 978-4-04-682130-0
  10. 2023年10月6日発売[18]、ISBN 978-4-04-682644-2
    - ドッグチャーム付き特装版 同日発売[19]、ISBN 978-4-04-682645-9

  11. 2024年3月8日発売[20]、ISBN 978-4-04-683183-5
    - おさんぽバッグ付き特装版 同日発売[21]、ISBN 978-4-04-683184-2

  12. 2024年10月8日発売[22]、ISBN 978-4-04-684242-8
  13. 2025年3月7日発売[23]、ISBN 978-4-04-684761-4
- みやうち沙矢 『DOG SIGNAL よりぬき版』 KADOKAWA〈BRIDGE COMICS〉、2024年1月6日発売[24]、ISBN 978-4-04-683354-9

### 小説
- みやうち沙矢（原作・絵）・百瀬しのぶ（文）『DOG SIGNAL ひよっこドッグトレーナーはじめます！』KADOKAWA〈角川つばさ文庫〉、2023年2月8日発売[25]、ISBN 978-4-04-632162-6

## テレビアニメ
『ドッグシグナル』のタイトルで2023年10月から2024年3月まで、日曜 17:00 - 17:25にNHK Eテレで放送された。

### スタッフ
- 原作 - みやうち沙矢[4]
- 監督・シリーズ構成 - 古橋一浩[4]
- 脚本 - 芦野里実[4]
- キャラクターデザイン - 工藤裕加[27]
- ドッグデザイン - 西野理惠[27]
- プロップデザイン - 橋本真希
- 撮影監督 - 鎌田克明[27]
- 美術監督 - 三宅昌和[27]
- 美術設定 - 上垣裕起子[27]
- 色彩設計 - 木村千登世[27]
- 衣装デザイン - 亀谷響子[27]
- 編集 - 内田恵[27]
- 音響監督 - 吉田光平[4]
- 音楽 - 大島ミチル[4]
- 制作統括 - 野島恵里→坂田淳、苗代憲一郎[27]
- プロデューサー - 和田慎太郎[27]
- アニメーションプロデューサー - 大崎雅史[27]
- アニメーション制作 - 冨嶽[4]
- 制作 - NHKエンタープライズ[4]
- 制作・著作 - NHK[27]

### 主題歌
「雪月風花」
高橋優によるオープニングテーマ。作詞・作曲は高橋優、編曲は鈴木Daichi秀行。
ロトスコープ映像が使用された。
「シュガースポット」
にしなによるエンディングテーマ。作詞・作曲はにしな、編曲はknoak。
バックには視聴者から投稿された飼い犬の写真が使用された。

### 各話リスト
| 話数   | サブタイトル         | 絵コンテ            | 演出           | 作画監督                                                                      | チーフ作画監督               | 初放送日        |
| ------ | -------------------- | ------------------- | -------------- | ----------------------------------------------------------------------------- | ---------------------------- | --------------- |
| 第1話  | 共倒れなボクら       | 古橋一浩            | -              | 林あすか 佐野勝 櫻井拓郎 はっとりますみ 片岡恵美子                            | 亀谷響子 山中いづみ          | 2023年 10月22日 |
| 第2話  | 新しい名前           | 宮崎なぎさ          | -              | YUKI                                                                          | SAI 葉増堯                   | 10月29日        |
| 第3話  | 幸せな暮らし         | まついひとゆき      | 木村寛         | 朱央 ゼルチャールズ アノナット ファンドゥ                                     | 山中いづみ                   | 11月5日         |
| 第4話  | 回る犬               | 川奈可奈            | 川奈可奈       | 櫻井拓郎 嘉村弘之 松下純子 はっとりますみ 佐野勝                              | 亀谷響子 重國浩子 山中いづみ | 11月12日        |
| 第5話  | 別れの儀式           | 宮崎なぎさ          | 西山祐樹       | 葉宇静 後藤玲奈 堀ほのか                                                      | 池田結姫 今門卓也            | 11月19日        |
| 第6話  | 丹羽の師匠           | まついひとゆき      | まついひとゆき | YUKI 蓋春垚                                                                   | 李少雷 劉雲留                | 11月26日        |
| 第7話  | 守りたいもの         | 増田敏彦            | 藤代和也       | 西野理恵 ユン・スンビン 飯飼一幸 櫻井拓郎 齊藤香織                            | 亀谷響子 山中いづみ          | 12月3日         |
| 第8話  | ひとりじめ           | 川奈可奈            | 白石道太       | 葛歓 黄鳳 顧金秋 杭新華                                                       | 李少雷 劉雲留                | 12月10日        |
| 第9話  | サンジュ、おすわり！ | 西澤晋              | 木村寛         | ジュー・ヤン イゴール・オレニュニコフ                                         | 亀谷響子 山中いづみ          | 12月17日        |
| 第10話 | 食べないワケ         | 宮崎なぎさ          | 藤代和也       | 顧金秋 陳玉峰 趙玲 杭新華 姚遠                                                | -                            | 12月24日        |
| 第11話 | しつけをしない?      | 増田敏彦            | 福元しんいち   | 櫻井拓郎 嘉村弘之 佐野勝 キム・ジナ ユン・スビン                              | 亀谷響子 山中いづみ          | 2024年 1月7日   |
| 第12話 | 未祐のパートナー     | 博多正寿            | 村上勉         | 趙玲 姚遠 陳玉峰 黄鳳                                                         | -                            | 1月14日         |
| 第13話 | 信じる心             | 川奈可奈            | 川奈可奈       | 飯飼一幸 櫻井拓郎 佐野勝 宇津木勇 嘉村弘之                                    | 亀谷響子 山中いずみ          | 1月28日         |
| 第14話 | ロッキーの真実       | 宮崎なぎさ          | 藏本穂高       | 黄鳳 姚遠 劉婧 陳玉峰 趙玲                                                    | 黄佳娴 坑新華                | 2月4日          |
| 第15話 | おじさんと老犬       | 筆坂明規            | 服部福太郎     | 雨咲和 イゴール オレニュニコフ ヤツトコ アレクセイ ルナーゴースト ジュー ヤン | -                            | 2月11日         |
| 第16話 | 私のせいだ           | 金澤洪充            | 西山祐樹       | 堀ほのか 後藤玲奈                                                             | 今門卓也 葉増堯              | 2月18日         |
| 第17話 | 泉津佳の妹           | 西澤晋              | 藤代和也       | ユン・スビン チェ・インソプ 趙小川 陳玲玲 王敏                                | 亀谷響子 山中いずみ          | 2月25日         |
| 第18話 | 漫画家と柴犬         | 吉田徹              | 河井正義       | 越後谷寛 キム・ジナ ユ・ヨンジュン キム・ソンミ キム・チェイ                  | -                            | 3月3日          |
| 第19話 | ふたりのほころび     | 宮崎なぎさ          | 服部福太郎     | 雨咲和 イゴール オレニュニコフ ヤツトコ アレクセイ ルナーゴースト ジュー ヤン | -                            | 3月10日         |
| 第20話 | ボクらは家族         | もりたけし 古橋一浩 | 雄谷将仁       | 陳玉峰 姚遠 黄鳳 趙玲 葛歓                                                    | 葉増堯 劉雲留 杭新華         | 3月17日         |

### 放送局
| 放送期間                       | 放送時間           | 放送局    | 対象地域 | 備考                        |
| ------------------------------ | ------------------ | --------- | -------- | --------------------------- |
| 2023年10月22日 - 2024年3月17日 | 日曜 17:00 - 17:25 | NHK Eテレ | 日本全域 | 木曜 19:20 - 19:55 に再放送 |

| NHK Eテレ 日曜 17:00 - 17:25 | NHK Eテレ 日曜 17:00 - 17:25 | NHK Eテレ 日曜 17:00 - 17:25 |
| 前番組                       | 番組名                       | 次番組                       |
| ---------------------------- | ---------------------------- | ---------------------------- |
| 青のオーケストラ （第1期）   | ドッグシグナル               | 響け!ユーフォニアム3         |

## イベントなど
2023年11月1日、犬の日に合わせたキャンペーンを実施。朝日新聞朝刊に本作の15段広告を、東京都渋谷と大阪府梅田に交通広告を掲載。みやうちによる描きおろしイラストが展開された。